# 2016-os Tour de Hongrie
A 2016-os Tour de Hongrie a sorozat történetének 37. versenye volt, melyet június 28. és július 3. között bonyolítottak le. A versenyen 95 versenyző indult. A verseny az UCI-tól 2.2-es besorolást kapott.

## Szakaszok
| Szakasz | Végpontok   | Végpontok       | Hossz  |                 | Jelleg            | Időpont               | Szakaszgyőztes             |
| Szakasz | Rajt        | Cél             | Hossz  |                 | Jelleg            | Időpont               | Szakaszgyőztes             |
| ------- | ----------- | --------------- | ------ | --------------- | ----------------- | --------------------- | -------------------------- |
| Prológ  | Szombathely | Szombathely     | 1 km   | egyéni időfutam | egyéni időfutam   | június 28., kedd      | Szalontay Sándor (HUN)     |
| 1.      | Fertőd      | Keszthely       | 133 km | sík szakasz     | sík szakasz       | június 29., szerda    | Mihkel Räim (EST)          |
| 2.      | Keszthely   | Siófok          | 164 km | sík szakasz     | sík szakasz       | június 30., csütörtök | Ahmed Amine Galdoune (MAR) |
| 3.      | Cegléd      | Karcag          | 185 km | sík szakasz     | sík szakasz       | július 1., péntek     | Gediminas Kaupas (LTU)     |
| 4.      | Karcag      | Kékestető       | 144 km | közepes szakasz | sík/hegyi szakasz | július 2., szombat    | Chris Butler (USA)         |
| 5.      | Gyöngyös    | Budai Várnegyed | 113 km | sík szakasz     | sík szakasz       | július 3., vasárnap   | Rok Korošec (SVN)          |

### Útvonal
prológ: Szombathely, Iseum – Thököly Imre utca – Szent Márton utca – Szombathely, Fő tér

1. szakasz: Fertőd, Esterházy-kastély – Lövő – Sárvár – Rum – Kám – Csehi – Zalaszentgrót – Zalacsány – Keszthely, Festetics-kastély

2. szakasz: Keszthely – Kéthely – Böhönye – Kaposvár – Toponár – Andocs – Kapolypuszta – Balatonföldvár – Siófok, víztorony

3. szakasz: Cegléd – Abony – Tápiószele – Farmos – Jászjákóhalma – Dormánd – Besenyőtelek – Tiszafüred – Kunmadaras – Karcag

4. szakasz: Karcag – Kunmadaras – Tiszafüred – Dormánd – Maklár – Eger – Abasár – Mátrafüred – Mátraháza – Kékestető

5. szakasz: Gyöngyös – Hatvan – Gödöllő – Mogyoród – Dunakeszi – Budai Várnegyed – Várkert Bazár